# Scaptodrosophila kennedyi
Scaptodrosophila kennedyi är en tvåvingeart som först beskrevs av Bock 1982.  Scaptodrosophila kennedyi ingår i släktet Scaptodrosophila och familjen daggflugor. Inga underarter finns listade i Catalogue of Life.